# Miyataka Shimizu
Miyataka Shimizu (Japans: 清水都貴, Shimizu Miyataka; Saitama, 23 november 1981) is een voormalig Japans wielrenner. Shimizu was prof sinds 2004. In 2008 won hij een etappe en het eindklassement van de Franse rittenkoers Parijs-Corrèze. Aan het eind van 2014 zette hij een punt achter zijn carrière.

## Overwinningen
2007
1e etappe Ronde van León
Eindklassement Ronde van León
2008
Eindklassement Ronde van Kumano
1e etappe Parijs-Corrèze
Eindklassement Parijs-Corrèze
2010
2e etappe Ronde van Taiwan
7e etappe Ronde van Martinique
Eindklassement Ronde van Martinique
2e etappe Ronde van Hokkaido
Eindklassement Ronde van Hokkaido
2013
Bergklassement Ronde van de Elzas

## Resultaten in voornaamste wedstrijden
| Jaar |  | WK op de weg |
| ---- |  | ------------ |
| 2014 |  | 94e          |